# Héctor Manuel González
Héctor Manuel González (Esmeraldas, 4 de maio de 1972) é um ex-futebolista equatoriano que atuava como meia.

## Carreira
Héctor Manuel González integrou a Seleção Equatoriana de Futebol na Copa América de 1997.